# Ezio Maria Caserta
Ezio Maria Caserta (Verona, 28 settembre 1938 – Verona, 27 luglio 1997) è stato un regista teatrale, drammaturgo e poeta italiano.

## Biografia
Ha insegnato Filosofia e tenuto corsi di storia del teatro in varie università europee e americane. Ha diretto il Teatro/Laboratorio di Verona, ove ha organizzato il Festival internazionale Mimo e Dintorni, ed è stato regista della compagnia Teatro Scientifico con la quale ha agito in tutto il mondo (da Parigi a New York, da Budapest a Montevideo). Ha collaborato con alcuni giornali e riviste e ha pubblicato varie recensioni critiche.
Il suo lavoro è stato da sempre volto alla ricerca sia nel settore sperimentale che in quello etnico o antropologico. Centro d'interesse sono stati personaggi, problemi, temi del nostro tempo. I suoi testi sono stati pubblicati in riviste specializzate (Sipario, Ridotto, etc.) e da case editrici di specifico interesse teatrale (Cenobio-Lugano, Nuova Italia-Firenze, Anteditore-Verona, Bertani-Verona, Piovan-Padova, Centro Studi sul Teatro Medioevale e Rinascimentale-Roma).
Gli argomenti trattati nelle sue opere e nei suoi spettacoli vertono su temi politici e di attualità contemporanea, denuncia nei riguardi delle ingiustizie. È tra i più rappresentativi e significativi drammaturghi veneti. A livello internazionale è stato apprezzato nel campo della pantomima, della clownerie e della Commedia dell'Arte, argomenti ai quali ha dedicato studio. Le sue regie in Italia e all'estero lo hanno posto all'attenzione della critica internazionale.

## Testi e regie
L'anno e il luogo si riferiscono alla prima rappresentazione.
- La fiaccola, testo e regia di Ezio Maria Caserta, Campiano (Verona), 1960
- Eccidio a Dilinata, testo e regia di Ezio Maria Caserta, Legnago (Verona), Sala Fioroni, 1966
- Atto unico N° 1 B di Ezio Maria Caserta, regia di Maurizio Corradini, Verona, Auditorium Montemezzi, 1966
- Utinam, testo e regia di Ezio Maria Caserta, Verona, 1967
- E allora scese oscura la notte di Ezio Maria Caserta, regia di G. Bolla, Legnago (Verona), 1967
- Al buio si muore, testo e regia di Ezio Maria Caserta, Verona, Grotta delle Torricelle, 1967
- Gli allucinogeni di Ezio Maria Caserta, regia di Lorenzo Rizzato, Padova, Teatro Popolare di Ricerca, 1967
- Il serraglio o libro delle bestie, di Ezio Maria Caserta, regia di Lorenzo Rizzato, Verona, Circolo di Castelvecchio, 1968
- La fame raggirata dall'immaginazione, testo e regia di Ezio Maria Caserta, Montagnana (Padova), Castello, 1968
- Entre chien et loup, testo e regia di Ezio Maria Caserta, Verona, Castelvecchio, 1969
- Composizione e/o non di Ezio Maria Caserta, regia di Lorenzo Rizzato, Roma, Teatro La Fede; riproposto con la regia dell'autore a Verona, Teatro/Laboratorio, 1969
- Il Principe, Poema della Virtù dell'Individuo-Stato da Niccolò Machiavelli di Ezio Maria Caserta, regia di Bolognesi, Fano, Corte Malatestiana 1970; poi riproposto con la regia dell'autore
- Mein Kampf, la Coscienza dell'Occidente di Ezio Maria Caserta, messinscena a cura degli allievi diplomati alla Scuola Civica annessa al Piccolo Teatro di Milano, Fano, Corte Malatestiana, 1971
- Addio bei giorni felici di Ezio Maria Caserta, regia dei Rabdomanti, Milano, Auditorium Pirelli, 1970
- I diritti dell'anima di Giuseppe Giacosa, regia di Ezio Maria Caserta, Montagnana (Padova), Castello, 1970
- Il soldato di Angelo Leonico, regia di Ezio Maria Caserta, Montagnana (Padova), Castello, 1971
- Lumie di Sicilia di Luigi Pirandello, regia di Ezio Maria Caserta per la Compagnia dell'Arte, 1971
- Il berretto a sonagli di l. Pirandello, regia di Ezio Maria Caserta per la Compagnia dell'Arte, Montagnana (Padova), 1971
- Candida di G. B. Shaw, regia di Ezio Maria Caserta per la Compagnia dell'Arte, Montagnana (Padova), 1972
- Edoardo II, i vizi del Potere, testo e regia di Ezio Maria Caserta, Verona, Teatro Romano, 1972
- Frate Hieronimo Savonarola da Ferrara, testo e regia di Ezio Maria Caserta, Verona, Cortile di Mercato Vecchio, 1973
- Morte accidentale di un anarchico di Dario Fo, regia di Ezio Maria Caserta, Verona, Teatro/Laboratorio, 1973
- Bellavita e La patente di Luigi Pirandello, regia di Ezio Maria Caserta, Verona, Teatro/Laboratorio, 1973
- Bertolt Brecht perché non si dica che questa è la storia di una vita qualsiasi, testo e regia di Ezio Maria Caserta, Brescia, Teatro della Loggetta, 1973
- La balilla, documenti dal carcere femminile, testo e regia di Ezio Maria Caserta, Verona, Teatro/Laboratorio, 1974
- I Gracchi, turbatores plebis, testo e regia di Ezio Maria Caserta, Verona, Teatro/Laboratorio, 1974
- Storia della Regina Rossana e di Rossana sua figlia, testo e regia di Ezio Maria Caserta, Biennale di Venezia, Magazzini della Giudecca, 1975
- L'eccezione e la regola di Bertolt Brecht, regia di Ezio Maria Caserta, Verona, Teatro/Laboratorio, 1975
- L'ingranaggio da Jean-Paul Sartre, adattamento e regia di Ezio Maria Caserta, Verona, Teatro Romano, 1975
- Brikkatirakamékamé, testo e regia di Ezio Maria Caserta, Verona, Teatro/Laboratorio, 1976
- I negri di Jean Genet, regia di Ezio Maria Caserta, Verona, Teatro/Laboratorio, 1976
- La moscheta di Ruzante, regia di Ezio Maria Caserta, Bardolino (Verona), Teatro Centrale, 1976
- Finale di partita di Samuel Beckett, regia di Ezio Maria Caserta, Verona, Teatro/Laboratorio, 1977
- I Persiani di Eschilo, regia di Ezio Maria Caserta, Verona, Teatro/Laboratorio, 1977
- La Commedia dell'Arte (Le commedie in commedia ovvero la trasformazione dello Zanni in Arlecchino), da canovacci originali, adattamento e regia di Ezio Maria Caserta, Verona, Teatro/Laboratorio, 1978
- El parlamento de Ruzante che jera vegnù de campo di Ruzante, regia di Ezio Maria Caserta, Verona, Teatro/Laboratorio, 1978[1]
- Diorama per Vladimir Il'ic Ulianov detto Lenin, monumento alla Civiltà, alla Scienza, alla Tecnica, alla Cultura,  all’Uomo testo e regia di Ezio Maria Caserta, Colonia, (Germania), 1979
- D = donna, testo e regia di Ezio Maria Caserta, Roma, Teatro Politecnico, 1979
- Come mi gira, mi gira, la ruota... adattamento di sintesi futuriste e regia di Ezio Maria Caserta, Venezia, Teatro del Mondo, 1980
- Il matto clown testo e regia di Ezio Maria Caserta, Verona, Teatro/Laboratorio, 1980
- Storia di droga, testo e regia di Ezio Maria Caserta, Verona, Teatro/Laboratorio, 1981
- Bilora di Ruzante, regia di Ezio Maria Caserta, Verona, Teatro/Laboratorio, 1983[2]
- I Rusteghi di Carlo Goldoni, regia di Ezio Maria Caserta, Verona, Teatro Romano, 1983
- La morsa e Sogno, ma forse no? di Luigi Pirandello, regia di Ezio Maria Caserta, Agrigento, Villa del Caos, 1983
- La dispensa delle marmellate, testo e regia di Ezio Maria Caserta, Verona, Teatro/Laboratorio, 1984
- La derniere band et act sans parole di Samuel Beckett, regia di Ezio Maria Caserta, Nîmes (Francia), 1984
- Le baruffe chiozzotte di Carlo Goldoni, regia di Ezio Maria Caserta, Verona, Teatro Nuovo, 1984
- La voix humaine di Jean Cocteau, regia di Ezio Maria Caserta, Verona, Teatro/Laboratorio, 1985
- Il teatro del silenzio, testo e regia di Ezio Maria Caserta, Brno (Cecoslovacchia), 1985
- Les larmes amerès de Petra von Kant di Rainer Werner Fassbinder, regia di Ezio Maria Caserta, Parigi, Teatro Lucernaire, 1986
- L'uomo dal fiore in bocca (La morte addosso) e L’altro figlio' di Luigi Pirandello, regia di Ezio Maria Caserta, Verona, Teatro/Laboratorio, 1986
- La vera storia di Giulietta e Romeo da William Shakespeare, regia di Ezio Maria Caserta, Verona, Teatro Romano, 1986
- Il Carnevale del Vescoviello, testo e regia di Ezio Maria Caserta, Venezia, Piazza S. Marco, 1987
- Il Carnevale del Vescoviello col titolo “Diorama”, testo e regia di Ezio Maria Caserta, Verona, Teatro Romano, 1988
- Apostrofe, testo e regia di Ezio Maria Caserta, Roma, Teatro dell'Orologio, 1989
- Kabarett di Roberto Mazzucco, regia di Ezio Maria Caserta, Verona, Teatro/Laboratorio, 1989
- Il Prometeo incatenato di Eschilo, regia di Ezio Maria Caserta, Verona, Teatro/Laboratorio, 1990
- Clitennestra di Marguerite Yourcenar, regia di Ezio Maria Caserta, Verona, Teatro/Laboratorio, 1990
- Il Presidente Schreber, testo e regia di Ezio Maria Caserta, Roma, Teatro dei Satiri, 1990
- Sofonisba di Gian Giorgio Trissino, regia di Ezio Maria Caserta, Vicenza, Teatro Olimpico, 1990
- Anna Christie di Eugene O'Neill, regia di Ezio Maria Caserta, Verona, Teatro/Laboratorio, 1991
- Sogni pirandelliani, testo e regia di Ezio Maria Caserta, Verona, Teatro/Laboratorio, 1991
- Trappola per una rondine di Giuseppe Contarino, regia di E. M. Caserta, Catania, Teatro Metropolitan, 1992
- El parlamento de Ruzante di A. Beolco, regia di Ezio Maria Caserta, Montevideo (Uruguay), 1992
- La gastalda di Carlo Goldoni, regia di Ezio Maria Caserta, Verona, Teatro/Laboratorio, 1993
- La tragedia spagnola di Dacia Maraini ed Enzo Siciliano, regia di Ezio Maria Caserta, Roma, Teatro Tordinona, 1993
- Ridarti la vita di Maria Sandias, regia di Ezio Maria Caserta, Verona, Teatro/Laboratorio 1993
- Tommaso Moro di William Shakespeare, regia di Ezio Maria Caserta, Estate Teatrale Veronese, Verona, Chiostro di San Zeno, 1993
- Io, nell'inferno della Bosnia, testo e regia di Ezio Maria Caserta, Verona, Grotta delle Boccare, 1994
- Il martirio di San Sebastiano di Gabriele D’Annunzio, regia di Ezio Maria Caserta, Gardone Riviera, Teatro del Vittoriale, 1994
- Judith di Federico Della Valle, regia di Ezio Maria Caserta, Roma, Teatro Ghione, 1994
- El silencio de Dios testo e regia di Ezio Maria Caserta, Città del Messico, 1994
- La pazzia d'Isabella dal canovaccio di Flaminio Scala, regia di Ezio Maria Caserta, Roma, Università La Sapienza, 1995
- Le confessioni di Sant'Agostino, testo e regia di Ezio Maria Caserta, Anagni, Piazza Innocenzo XIV, 1995
- L'esca (Chi difende il testimone?), testo e regia di Ezio Maria Caserta, Verona, Teatro/Laboratorio, 1996
- La Pinta di Teofilo Folengo, regia di Ezio Maria Caserta, Campobello di Mazara del Vallo (Trapani), 1995
- La vittima di Mario Fratti, regia di Ezio Maria Caserta, Verona, Teatro/Laboratorio, 1996
- Pianeta Cechov, testo e regia di Ezio Maria Caserta, Verona, Teatro/Laboratorio, 1997
- La conversione di Maria Maddalena e la resurrezione di Lazzaro di Castellano de' Castellani, regia di Ezio Maria Caserta, Anagni, Piazza Innocenzo III, 1997
- Potere alla passione: il tango di Mrozek, progetto registico di Ezio Maria Caserta,  allestimento di Jana Balkan, Verona, Teatro/Laboratorio, 1997
- L'albero della libertà di Ezio Maria Caserta, progetto registico di Ezio Maria Caserta, allestimento di Jana Balkan, Dossobuono (Verona), Villa Antonietti, 1997

## Opere edite
- Il Pappo, Tregnago, Verona, 1963, raccolta di poesie
- Giorno verrà, Stimmatini, Verona, 1967, raccolta di poesie
- Addio bei giorni felici!, Cenobio, Lugano, 1968, opera teatrale
- Adamov, La Nuova Italia, Firenze, 1971, saggio
- Mein Kampf (La coscienza dell'Occidente), in “XIV Premio Teatrale Ruggero Ruggeri della città di Fano”, Fano, ott. 1971, pp. 17 – 32, opera teatrale
- Il libro delle bestie, Cenobio, Lugano, 1972, opera teatrale
- Edoardo II-I vizi del potere, Anteditore, Verona, 1973, opera teatrale
- I Gracchi, turbatores plebis, Anteditore, Verona, 1973, opera teatrale
- La Balilla: documenti dal carcere femminile, Anteditore, Verona, 1974, opera teatrale
- L'ingranaggio ovvero A ciascuno il suo turno, Anteditore, Verona, 1975, opera teatrale
- Il silenzio di Dio (“Io, nell'inferno della Bosnia”- Tandoquidem dormitat Zeus), in “Ridotto”, anno XLV, gennaio – febbraio 1996, n. 1/2, pagg. 30-35, opera teatrale
- Frate Hieronimo Savonarola da Ferrara, Anteditore, Verona, 1973, poi pubblicato anche in “Sipario”, anno XXXIII, agosto - settembre 1978, n. 387/388, pp. 102 – 112, opera teatrale
- La dispensa delle marmellate, Centrospecchio, Bari, 1982, opera teatrale
- Teatro d'oggi- La musica nel teatro di ricerca, Comune di Verona, Verona, 1984, saggio
- Artigianato d'arte nella commedia all'improvviso (con Jana Balkan), Bortolazzi-Stei, San Giovanni Lupatoto (Verona), 1987, saggio
- Il matto clown, Grafischena, Fasano di Puglia, 1989, opera teatrale
- Antropologia della maschera, Grafiche Aurora, Verona, 1990, saggio
- Il Presidente Schreber, Bertani, Verona, 1993, opera teatrale
- Le confessioni di S. Agostino, Quaderni del Teatro/Laboratorio, Il Segno, San Pietro in Cariano (Verona), 1995, opera teatrale
- La pazzia di Isabella, Centro Studi sul Teatro Medioevale e Rinascimentale, Roma, 1995, opera teatrale
- Apostrofe, Piovan, Abano (Vicenza), 1995, opera teatrale
- L'esca (Chi difende il testimone?), Quaderni del Teatro/Laboratorio, Lithoservice, San Martino Buon Albergo (Verona), 1996, opera teatrale

Alcuni testi, tra cui un romanzo (La grande proletaria ha steso le braccia) e un saggio critico (Trent'anni di ricerca nel Veneto: 1967-1997) restano inediti e incompiuti.

## Riconoscimenti
- Premio alla memoria per il Teatro Athanòr – Roma, 2006 – Palazzo SS. Apostoli
- Il Comune di Verona gli ha dedicato un giardino.[3]